# Beatrice a Portugaliei (1504-1538)
Infanta Beatrice a Portugaliei (portugheză Beatriz; 31 decembrie 1504–8 ianuarie 1538) a fost Ducesă de Savoia prin căsătorie.

## Biografie
A fost a doua fiică a lui Manuel I al Portugaliei (1469–1521) și a celei de-a doua soții, Maria de Aragon (1482–1517). Printre frații ei se includ regele Ioan al III-lea al Portugaliei și împărăteasa Sfântului Imperiu Roman Isabela.

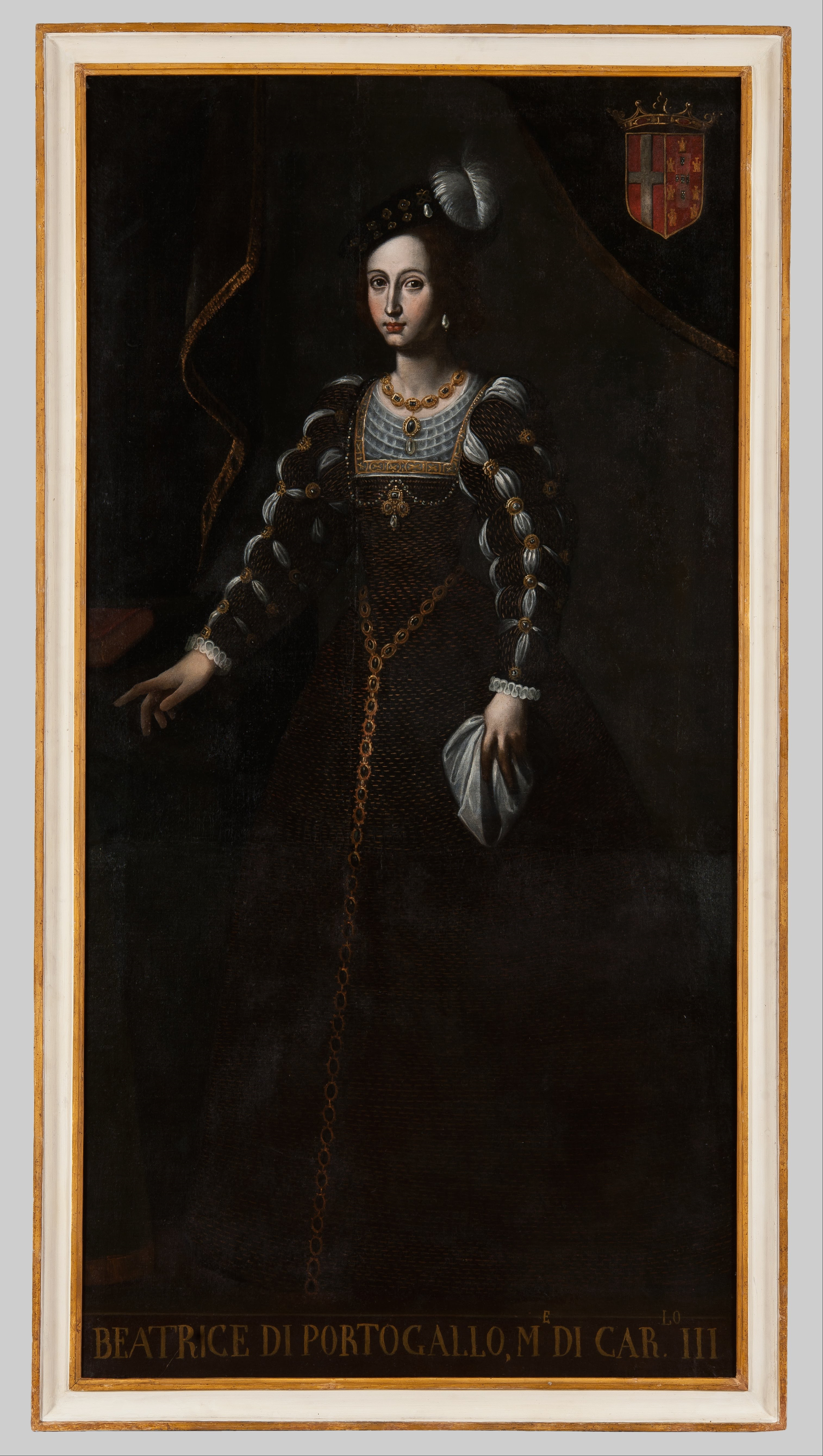
Infanta Beatrice de Braganza

La 8 aprilie 1521, la Villefranche-sur-Mer, Beatrice s-a căsătorit cu Carol al III-lea, Duce de Savoia. Soțul ei era Duce din 1504 și în momentul căsătoriei avea 35 de ani; Beatrice nu împlinise 17 ani.
Infanta Beatrice este descrisă ca fiind frumoasă, deșteaptă și ambițioasă. În 1531, ea a primit de la vărul și cumnatul ei, împăratul Carol Quintul, comitatul de Asti care, la moartea ei, a fost moștenit de fiul ei și în mod permanent inclus în patrimoniul Casei de Savoia.
În 1534 ea a primit-o pe Christina a Danemarcei, pupila cumantului ei împărat în drumul ei spre căsătoria cu ducele de Milano. Când Christina a rămas văduvă în 1535, contele milanez Stampa a sugerat o căsătorie între Christina și fiul cel mare al Beatricei, Louis, moștenitorul de Savoia, într-o încercare de a proteja Milano de suveranitatea imperială. Beatrice a susținut planul și, când Louis a murit, ea a sugerat ca următorul ei fiu să-l înlocuiască.
În aprilie 1536, Beatrice a fugit de cucerirea franceză a Savoiei la Christina în Milano însoțită de cei doi copii mai mari. În mai a reușit să-l viziteze pe împărat la Pavia împreună cu Christina, însă fără rezultate politice. A locuit ca oaspete la Milano al Christinei, cu care a devenit prietenă bună. În noiembrie 1537, Beatrice a fost escortată de veceregele imperial de Milano la împărat, la Genova, ânsă din nou întâlnirea a rămas fără rezultat. Și-a continuat călătoria la Nice, unde s-a reîntâlnit ci soțul ei.
A murit la Nice în ianuarie 1538, la vârsta de 33 de ani.

### Căsătorie și copii
La 8 aprilie 1521, la Villefranche-sur-Mer, Beatrice s-a căsătorit cu Carol al III-lea, Duce de Savoia. Cuplul a avut nouă copii:
- Adrian John Amadeus, Prinț de Piemont (19 noiembrie 1522 - 10 ianuarie 1523).
- Louis, Prinț de Piemont (4 decembrie 1523 - 25 noiembrie 1536, Madrid).
- Emmanuel Filibert (8 iulie 1528 - 30 august 1580); singurul copil care a supraviețuit și mai târziu Duce de Savoia.
- Caterina (25 noiembrie 1529 - mai 1536).
- Maria (12 ianuarie 1530 - 1531).
- Isabella (mai 1532 – 24 septembrie 1533).
- Emmanuel (n./d. mai 1533).
- Emmanuel ((n./d. mai 1534).
- Giovanni Maria (3 decembrie 1537 – 8 ianuarie 1538).

După decesul regelui Sebastian al Portugaliei (nepotul ei), care nu a lăsat moștenitori, fiul ei a luptat pentru drepturile sale asupra Coroanei Portugaliei, însă tronul a revenit fiului mătușii sale Isabela, Filip al II-lea al Spaniei.